# Pälkasjaure
Pälkasjaure är en sjö i Jokkmokks kommun i Lappland och ingår i Luleälvens huvudavrinningsområde. Sjön har en area på 0,522 kvadratkilometer och ligger 355 meter över havet. Sjön avvattnas av vattendraget Maivesjåkkå (Pälkasjåkkå).

## Delavrinningsområde
Pälkasjaure ingår i det delavrinningsområde (740836-164195) som SMHI kallar för Utloppet av Pälkasjaure. Medelhöjden är 373 meter över havet och ytan är 4,04 kvadratkilometer. Räknas de 6 avrinningsområdena uppströms in blir den ackumulerade arean 49,07 kvadratkilometer. Maivesjåkkå (Pälkasjåkkå) som avvattnar avrinningsområdet har biflödesordning 3, vilket innebär att vattnet flödar genom totalt 3 vattendrag innan det når havet efter 257 kilometer. Avrinningsområdet består mestadels av skog (73 procent). Avrinningsområdet har 0,52 kvadratkilometer vattenytor vilket ger det en sjöprocent på 12,9 procent.